# Prastio (dystrykt Nikozja)
Prastio (gr. Πραστιο, tur. Aydınköy) – wieś na Cyprze, w dystrykcie Nikozja.